# Alice Miller
Alice Miller (Piotrków Trybunalski, Lengyelország, 1923. január 12. – Saint-Rémy-de-Provence, Franciaország, 2010. április 14.) lengyel zsidó származású pszichológus, aki a második világháború után Svájcban élt.

## Élete, munkássága
Kezdetben Alice Miller Freud nyomdokain működő pszichoanalitikus volt. A gyerekkori traumák hatását vizsgálta a felnőtt életre. Zürichben az 1970-es években az ottani pszichológus társadalom egyik fontos figurája volt. Ebben a csoportban fejlődött ki az ún. Etno-pszichoanalízis. Ebben az időben fejlesztette ki Miller is a saját elméletét, amelyet az 1979-ben megjelent a Das Drama des begabten Kindes című könyv jelez. A könyvet 30 nyelvre, köztük magyarra is lefordították. A könyv szülők egész generációjának a nézeteit változtatta meg. Miller ebben a könyvben fedi fel azt a nézetét, hogy a „tehetséges”, érzékeny gyerek, mint ő maga is volt, hajlamos arra, hogy azokat az érzelmeit elnyomja, amelyek ellentmondanának önimádó szüleik a gyerekről elvárt képének. A következmények depressziók, vagy éppen annak teljes elutasítása, saját nagyságuk narcisztikus érzelmei, amelyektől azután majd a következő generáció fog szenvedni.
Miller, aki később szakított a pszichoanalízissel, szembehelyezkedett a tradicionális felfogással a gyerekekkel kapcsolatban, amely elvárja tőlük, mint az a tízparancsolatban is szerepel, hogy tiszteljék szüleiket. Ezzel szemben, mondja Miller, a felnőtteknek kellene tisztelettel fordulni a gyerekek felé. A felnőtteknek fel kellene adnia a gyerekek manipulálását és megtévesztését. A felnőtteknek bele kellene tudni élni magukat a gyerek világába, annak élményeibe, félelmeibe, és annak érzéseibe, hogy magát hatalomtól megfosztottnak éli meg. Nem szabad, mint azt a pszichoanaílzis tette a gyerekkori emlékeket, mint fantáziákat letudnunk. Miller például Adolf Hitler gyerekkorának elemzése alapján is bemutatta, hogy micsoda romboló energiák keletkeznek a gyerekkorban megélt erőszak következményeképp.
Miller saját gyerekkorához a festőművészeten keresztül talált utat.

## Magyarul megjelent művei
- Kezdetben volt a nevelés (Am Anfang war Erziehung); ford. Fischer Eszter; Pont, Bp., 2002 ISBN 963-9312-48-7
- Milyen pedagógia? / Szávai Ilona, Alice Miller et al. Budapest : Pont Kiadó, 2002. 112 p. : ill. (Ser. Fordulópont, 1585-2474 ; 17.)
- Kié a gyermek? / Szávai Ilona, Alice Miller et al. Budapest : Pont Kiadó, 2002. 112 p. (Ser. Fordulópont, 1585-2474 ; 15.)
- A tehetséges gyermek drámája és az igazi én felkutatása; ford. Pető Katalin; Osiris, Bp., 2002 (Osiris könyvtár. Pszichológia)
- A tehetséges gyermek drámája és az igazi én felkutatása; ford. Pető Katalin; 2. jav. kiad.; Osiris, Bp., 2016 (Osiris könyvtár. Pszichológia)
- A test kiáltása. A szülői bántás hosszú távú következményei; Alice Miller; ford. Túróczi Attila; Ursus Libris, Bp., 2017

## Kötetei angol nyelven (válogatás)[11]
- The Drama of the Gifted Child, (1978), revised in 1995 and re-published by Virago as The Drama of Being a Child. ISBN 1-86049-101-4
- Prisoners of Childhood (1981) ISBN 0-465-06287-3
- For Your Own Good: Hidden Cruelty in Child-Rearing and the Roots of Violence (1983) ISBN 0-374-52269-3 (full text available on line at no cost)
- Thou Shalt Not Be Aware: Society's Betrayal of the Child (1984) ISBN 0-374-52543-9
- Banished Knowledge: Facing Childhood Injuries ISBN 0-385-26762-2
- The Untouched Key: Tracing Childhood Trauma in Creativity and Destructiveness ISBN 0-385-26764-9
- Pictures of a Childhood: Sixty-six Watercolors and an Essay ISBN 0-374-23241-5
- Paths of Life: Seven Scenarios (1998) ISBN 0-375-40379-5
- Breaking Down the Wall of Silence: The Liberating Experience of Facing Painful Truth ISBN 0-525-93357-3
- The Truth Will Set You Free: Overcoming Emotional Blindness (2001) ISBN 0-465-04584-7
- The Body Never Lies: The Lingering Effects of Cruel Parenting (2005) ISBN 0-393-06065-9, Excerpt
- Free From Lies: Discovering Your True Needs (2009) ISBN 978-0393069136